# Grupo Nervo Óptico
O Grupo Nervo Óptico foi um grupo de artistas voltados à discussão e produção de arte contemporânea, atuando em Porto Alegre, no Brasil, entre 1976 e 1978.
O grupo formou-se em reuniões informais e criativas dos artistas Ana Alegria, Carlos Pasquetti, Clóvis Dariano, Mara Álvares, Carlos Asp, Carlos Athanázio, Telmo Lanes, Romanita Disconzi, Jesus Escobar e Vera Chaves Barcellos, que debatiam aspectos da arte de vanguarda no contexto estadual. As duas primeiras reuniões ocorreram em meados de 1976 na sede do Museu de Arte do Rio Grande do Sul (MARGS), e depois foram transferidas para o estúdio fotográfico de Dariano. Estes encontros por fim resultaram, em dezembro do mesmo ano, em um manifesto, expondo seus objetivos e posturas, que atacavam principalmente o mercado de arte e seus vícios, documento que, não obstante, não foi assinado por todos e por seu caráter polêmico causou cisões internas entre os participantes e também com o público, já que parecia invalidar o que com muito custo se havia conseguido em Porto Alegre: a criação de um sistema de arte economicamente auto-sustentável e devidamente institucionalizado. Mas o grupo não combatia o comércio, não aceitavam é que o mercado fosse o determinante em questões de arte. Até então o grupo não tinha um nome, definido só mais tarde.
Em seguida foi organizado no MARGS um evento multimidia intitulado Atividades Continuadas, desenvolvido em 9 e 10 de dezembro de 1976, apresentando performances, exposição de arte, instalações, projeções audiovisuais e debates. A partir de abril de 1977 o grupo começa a editar os cartazetes Nervo Óptico, totalizando 13 números, de onde mais tarde o crítico Frederico Morais batiza o movimento em matéria publicada no jornal O Globo. As atividades do grupo tiveram impacto não apenas local, mas foi notado também no centro do país, e seus integrantes realizaram diversas exposições, com ênfase na exploração da linguagem fotográfica e meios/materiais alternativos, muitas vezes com um viés crítico ou irônico. O grupo dissolveu-se em 1978.